# Октябрський (Талицький міський округ)
Октя́брський (рос. Октябрьский) — селище у складі Талицького міського округу Свердловської області.
Населення — 4 особи (2010, 4 у 2002).
Національний склад станом на 2002 рік: росіяни — 100 %.